# مالك فتحي
مالك فتحي (مواليد 29 أكتوبر 1983 في ويدينغ - ألمانيا الغربية) لاعب كرة قدم ألماني يلعب حاليا لصالح نادي الدرجة الأولى ماينز الألماني منذ 2010 في مركز قلب الدفاع كما يجيد اللعب في مركز الظهير الأيسر .

## مسيرته الكروية
لعب مالك فتحي خلال مسيرته الاحترافية مع 7 أندية في عشرون موسمًا وسجل خلالها 13 هدفًا ضمن 364 مباراة. ولم يفز بأي موسم بالكأس أو بالدوري.
خاض مالك فتحي مسيرته مع Hertha BSC II ‏ في موسم 2001–02 واستمر معه طيلة ثلاثة مواسم، مشاركًا في 25 مباراة سجل خلالها هدفًا واحدًا. ثم انتقل إلى SG Gesundbrunnen Berlin ‏ في موسم 2003–04 ليلعب معه خمسة مواسم، حيث شارك في 123 مباراة سجل خلالها هدفين. لينتقل بعدها إلى نادي سبارتاك موسكو في عامي 2008-2010 ولمدة موسمين، مشاركًا في 37 مباراة سجل خلالها 6 أهداف. ثم انتقل إلى نادي ماينتس 05 في موسم 2009–10 في المرة الأولى واستمر معه طيلة ثلاثة مواسم ثم في موسم 2013–14 لمدة موسم واحد، مشاركًا طوالها في 52 مباراة سجل خلالها هدفًا واحدًا. هذا وانتقل لاحقًا إلى نادي ميونخ 1860 في موسم 2012–13 لمدة موسم واحد، مشاركًا في 15 مباراة ولم يسجل أي هدف. ثم انتقل بعدها إلى نادي أتليتيكو بالياريس في موسم 2014–15 ليلعب معه أربعة مواسم، مشاركًا في 96 مباراة سجل خلالها 3 أهداف.

## روابط خارجية
- مالك فتحي على موقع الاتحاد الدولي (مؤرشف)  (الإنجليزية)
- مالك فتحي على موقع الاتحاد الأوربي (الإنجليزية)
- مالك فتحي على موقع اتحاد تركيا (لاعب) (الإنجليزية)
- مالك فتحي على موقع قاعدة بيانات كرة القدم.إي يو (الإنجليزية)
- مالك فتحي على موقع بيانات كرة القدم. دي إي (الألمانية)
- مالك فتحي على موقع ناشيونال فوتبول تيمز (الإنجليزية)
- مالك فتحي على موقع عالم كرة القدم.نت (الإنجليزية)
- مالك فتحي على موقع كووورة
- مالك فتحي على موقع AS.com (الإسبانية)